# Cakranegara
Cakranegara (voorheen Tjakranegara) is een onderdistrict van de stadsgemeente Mataram in Indonesië, gelegen op het eiland Lombok.
Het onderdistrict is bekend vanwege een van de oudste en grootste hindoetempels van Lombok; de Pura Meru en het waterpaleis Mayura.

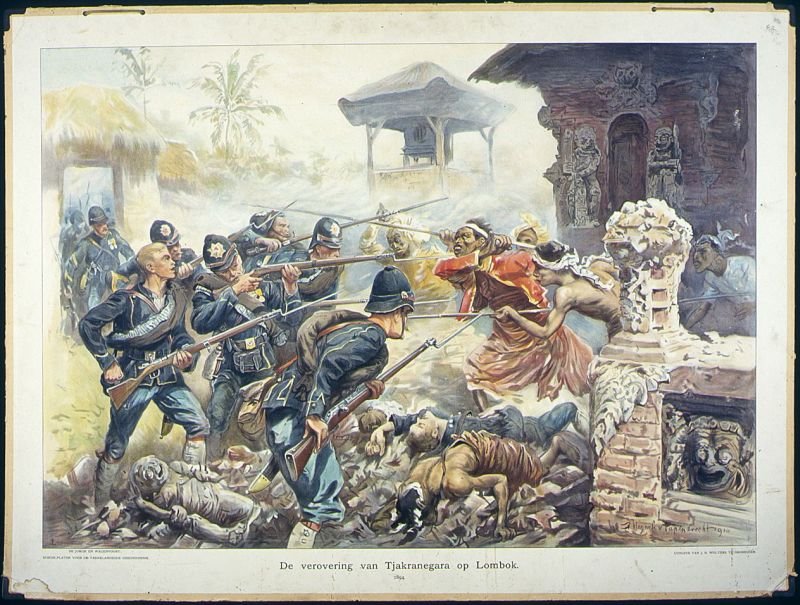
Schoolplaat van de verovering van Tjakranegara in 1894.